# جون ماير (لاعب كرة قدم أمريكية)
جون ماير (بالإنجليزية: John Meyer)‏ هو لاعب كرة قدم أمريكية أمريكي، ولد في 1942.